# Acacia gnidium
Acacia gnidium — вид квіткових рослин з родини бобових. Ареал: Австралія (Квінсленд).

## Середовище
Зустрічається на нерівній скелястій пісковиковій місцевості як частина чагарникових або евкаліптових лісів.

## Біоморфологічна характеристика
Це кущ до 4 метрів заввишки і має щільний і розлогий габітус. Має потріскану кору з сірих або сіро-коричневих плям і слабо ребристі гілочки.